# U-553
Unterseeboot 553 foi um submarino alemão do Tipo VIIC, pertencente a Kriegsmarine que atuou durante a Segunda Guerra Mundial.

## Comandantes
| Comandante            | Data                                           |
| --------------------- | ---------------------------------------------- |
| KrvKpt. Karl Thurmann | 23 de dezembro de 1940 - 20 de janeiro de 1943 |

## Subordinação
Durante o seu tempo de serviço, esteve subordinado às seguintes flotilhas:
| Período                                       | Flotilha                                  |
| --------------------------------------------- | ----------------------------------------- |
| 23 de dezembro de 1940 - 1 de abril de 1941   | 7. Unterseebootsflottille (treinamento)   |
| 1 de abril de 1941 - 30 de novembro de 1942   | 7. Unterseebootsflottille (serviço ativo) |
| 1 de dezembro de 1942 - 20 de janeiro de 1943 | 3. Unterseebootsflottille (serviço ativo) |

## Operações conjuntas de ataque
O U-553 participou das seguinte operações de ataque combinado durante a sua carreira:
- Rudeltaktik West (13 de junho de 1941 - 20 de junho de 1941)
- Rudeltaktik Grönland (10 de agosto de 1941 - 23 de agosto de 1941)
- Rudeltaktik Kurfürst (23 de agosto de 1941 - 2 de setembro de 1941)
- Rudeltaktik Seewolf (2 de setembro de 1941 - 13 de setembro de 1941)
- Rudeltaktik Ziethen (6 de janeiro de 1942 - 22 de janeiro de 1942)
- Rudeltaktik Westwall (2 de março de 1942 - 12 de março de 1942)
- Rudeltaktik York (12 de março de 1942 - 26 de março de 1942)
- Rudeltaktik Pirat (29 de julho de 1942 - 3 de agosto de 1942)
- Rudeltaktik Draufgänger (29 de novembro de 1942 - 11 de dezembro de 1942)
- Rudeltaktik Landsknecht (19 de janeiro de 1943 - 20 de janeiro de 1943)